# Vallée de Cumberland

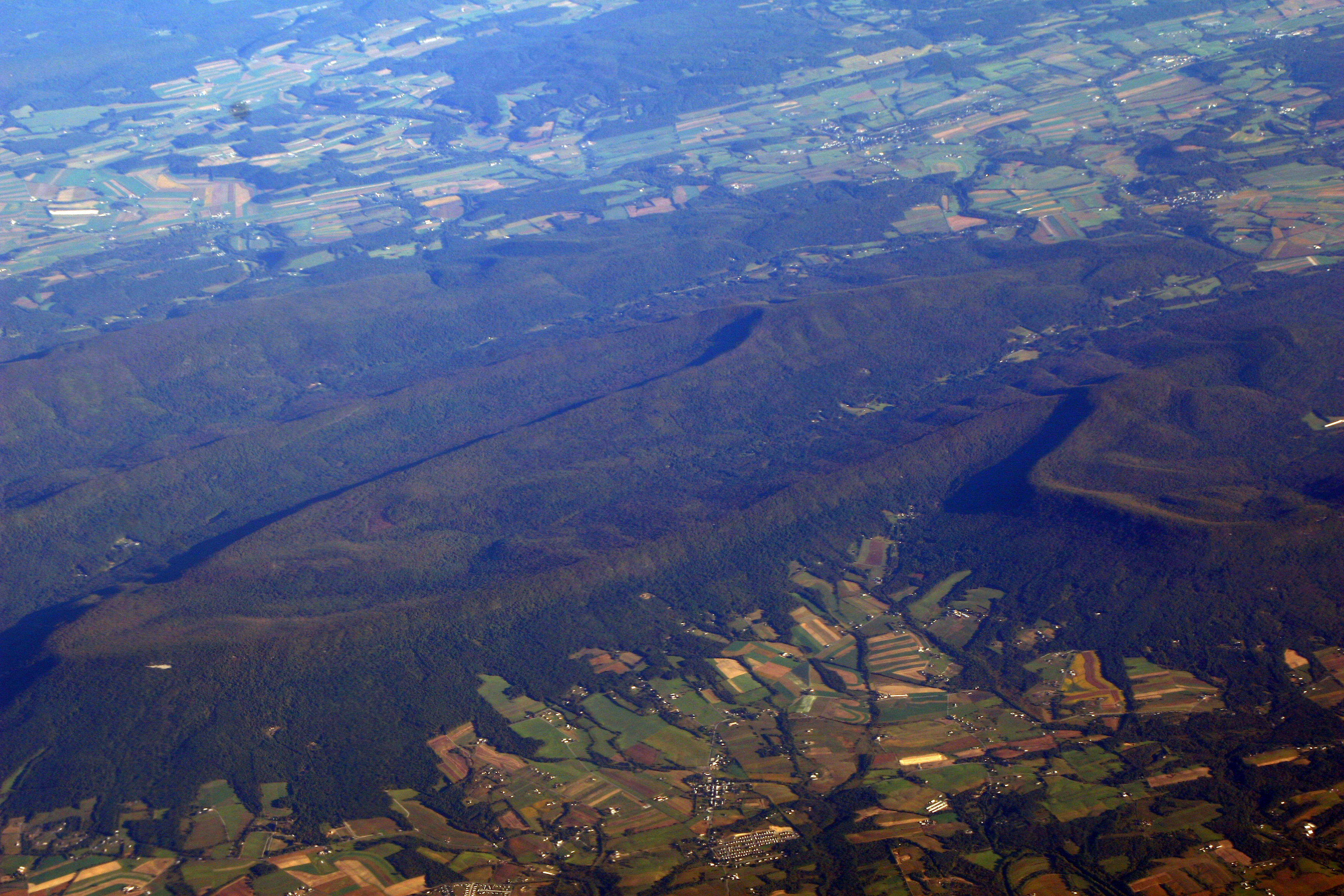

La vallée de Cumberland (Cumberland Valley) est une région géographique située entre South Mountain et la province de Ridge et Valley, au centre de la Pennsylvanie et à l'ouest du Maryland, aux États-Unis. La vallée s'étend presque entièrement dans les comtés de Cumberland et de Franklin (côté Pennsylvanie) et de Washington (côté Maryland). La vallée est bordée au nord-est par le Susquehanna et au sud par le Potomac.